# Ficus vittata
Ficus vittata là một loài thực vật có hoa trong họ Moraceae. Loài này được Vázq.Avila mô tả khoa học đầu tiên năm 1984.